# 4043 Perolof
4043 Perolof (1175 T-3) là một tiểu hành tinh vành đai chính được phát hiện ngày 17 tháng 10 năm 1977 bởi Cornelis Johannes van Houten, Ingrid van Houten-Groeneveld và Tom Gehrels ở Đài thiên văn Palomar.